# Blindstock
Als Blindstock oder Montagezarge wird ein Rahmen bezeichnet, der als Lehre für Tür- und Fenster-Öffnungen in den Rohbau eingefügt wird.
Typischerweise wird ein Blindstock aus Bohlen oder Kanthölzern gefertigt und kann nach Fertigstellung des Rohbaus dazu dienen, das Türfutter (Umfassungszarge) einer Tür oder den Blendrahmen eines Fensters daran zu befestigen.
Falls Türen und Fenster erst nach dem Verputzen der Wände eingesetzt werden sollen (um sie beispielsweise vor Verschmutzung und Beschädigung während der Bauphase zu schützen), können zunächst Montagezargen montiert und eingeputzt werden, an denen sich später die Türen und Fenster auf einfache Weise anschlagen und befestigen lassen. Verschiedene Hersteller von Fenstern und Türen bieten vorgefertigte Montagezargen zu diesem Zweck an.
Bei Einbau von Fenstern in der Dämmebene kann es sinnvoll sein, zunächst einen Blindstock in der Wandöffnung anzubringen, der gegebenenfalls auch die Tiefe der Wandöffnung vergrößert, so dass das Fenster sodann an diesem Rahmen befestigt werden kann.

## Mauerwerksbau
Der obere Riegel des Blindstocks kann im Mauerwerksbau auch als temporärer Sturz dienen, der den gemauerten Sturz bis zum Abbinden des Mauermörtels unterstützt, oder auch als endgültiger Sturz, wenn er für diese Aufgabe ausreichend stark bemessen ist.
Da heute meist passgenaue, großformatige Mauersteine und Fertigstürze zum Errichten von Wänden verwendet werden, wird ein Blindstocks als Lehre nicht mehr benötigt.
Türzargen und Fensterrahmen werden im Mauerwerk verschraubt, so dass auf die Befestigung an einem eingemauerten Blindstock verzichtet werden kann.